# Bébé juge
Bébé juge és una pel·lícula muda francesa escrita i dirigida per Louis Feuillade i estrenada el 24 de maig de 1912.
Aquesta pel·lícula forma part de la sèrie Bébé.

## Repartiment
- René Dary : Bébé (com Clément Mary)